# Gilles Ier de Soyécourt
Pour les autres membres de la famille, voir Maison de Soyécourt.
Gilles Ier de Soyécourt (? -1346), seigneur de Soyécourt, était un noble picard qui participa à la Guerre de Cent Ans.

## Biographie

### Famille
Gilles Ier de Soyécourt était le fils cadet de Huet (Hugues Ier) Haves, sire de Soyécourt, Franvillers etc. et de Beatrix d'Heilly († avant 1297). En 1293, ses parents lui firent don de la terre de La Neuville-lès-Corbie et des bois de Cardonneuse. Son frère aîné Huon de Soyécourt étant mort sans descendance, Il hérita des seigneuries de Soyécourt, de Franvillers, de Torcy-en-Artois.
Il épousa vers 1305, Marguerite de La Tournelle († 1339), fille de Jean de La Tournelle et de Jeanne Champien. Ils eurent deux fils survivants, Charles Ier de Soyécourt et Gilles II  de Soyécourt.

### Carrière militaire
Il participa, en tant que chevalier banneret aux guerres de Flandre (1323-1328) et reçut pour services rendus la terre de Montigny-Lencoup, en Île-de-France, confisquée par le roi à l'intendant des finances Pierre de Rémi.
Il participa à la Guerre de Succession de Bretagne avec le duc de Normandie (le futur roi Jean II le Bon). En septembre 1343, le roi Philippe VI de Valois le chargea de régler le différend qui opposait l'amiral de France, Hugues Quieret à des capitaines de navires, à Boulogne-sur-Mer. Il mourut à la Bataille de Crécy, le 26 août 1346.

### Carrière politique
En 1328, Gilles Ier de Soyécourt devint grand échanson de France. En 1331, il était présent au jugement rendu au Louvre en faveur du duc de Bourgogne, Eudes IV, à propos du comté d'Artois revendiqué par Robert III d'Artois.
En 1338, il entra au Conseil du roi.
À sa mort, il fut inhumé dans la chapelle de Soyécourt de l'abbatiale Saint-Pierre de Corbie.

## Pour approfondir